# موسوعة حضارة العالم
موسوعة حضارة العالم هي سلسلة كتب تتناول تاريخ الشعوب والحضارات التي قامت في مختلف دول العالم، وضعها الكاتب الموسوعي أحمد محمد عوف. قام الكاتب الدكتور عوف بوضع نص الموسوعة بالكامل للاستخدام الحر والمجاني تحت بنود رخصة جنو للوثائق الحرة في ويكي الكتب. للإطلاع على الموسوعة 